# セシリア・ヘイズ
セシリア・ヘイズFBA （Cecilia Heyes、1960年3月6日 - ）は、人間の精神の進化を研究する英国の心理学者。オール・ソウルズ・カレッジの理論生命科学の上級研究員であり、オックスフォード大学の心理学の教授である。また、イギリス学士院（心理学および哲学セクション）のフェローであり 、実験心理学協会の会長でもある。
ヘイスは『認知ガジェット: 思考の文化的進化 (原題: Cognitive Gadgets: The Cultural Evolution of Thinking)』（2018年）の著者であり  、タイラー・コーエンによって「重要で、おそらくこの一年で社会科学において最も思慮深い本」と評されている。
ヘイズは、進化心理学によって提示された人間の精神が認知的本能のコレクションである（非常に長い期間にわたる遺伝的進化によって形作られた思考器官である ）という主張は研究結果に適合していないと主張している。ヘイズは代わりに、人間は社会的相互作用を通じて開発の過程で構築された「目的特化型の思考器官」である認知ガジェットを持っているとする。これらは遺伝的進化ではなく文化的進化の産物であり 、認知的本能よりもはるかに迅速かつ柔軟に発達し変化すると考えられる。
2017年、ヘイズは、ロンドン大学哲学研究所でチャンダリアレクチャーを行った。彼女はTimes Literary Supplementに寄稿し、ラジオやテレビのインタビューを数多く行っている。

## 研究
ヘイズは認知の進化に取り組み、遺伝的進化、文化的進化、学習がどのように組み合わされて、成人に見られるような成熟した認知能力を生み出すかを研究している。
ヘイズの理論は、動物・認知・発達・社会心理学、及び認知神経科学、行動経済学の分野における実証研究に基づいている。認知の進化に関する理解はデータに基づいていなければならないと主張しているが、一方で心の哲学や生物学の哲学に依拠した立論も行なっている。
ヘイズは動物と人間の振る舞いについて単純な説明を追求している。例えば、ヘイズによる模倣とミラーニューロンのASLモデルは連合学習に基づいている。ただしヘイズは、簡単な説明と複雑な説明の双方がデータと一致するとき、科学者は新たな実験を行なって両者をテストすべきであると主張している。簡単な説明こそ正しいであろうと考えることはできないのである。
スティーブン・ピンカー、レダ・コスミデス、ジョン・トゥービーなどの進化心理学者と同様、ヘイズは心の計算理論に基づき、遺伝的進化があらゆる動物の精神と行動を形作る上で主要な役割を果たしていると想定している。しかし他の進化心理学者とは対照的に、文化的進化が人間の精神を主に組み上げてきたと主張している。特色ある人間の認知メカニズム – 言語、模倣、心の理論、エピソード記憶、因果関係の理解、道徳、明示的なメタ認知など – は、社会的相互作用を通じて幼少期に構築されるとする。これらの「認知ガジェット」は、遺伝的に受け継がれた注意、動機付け、および学習プロセスなどさまざまな動物に存在する「古いパーツ」から構築されている。
ヘイズによれば、「生まれたとき、新生児の心は生まれたばかりのチンパンジーのそれと大差はないのである。我々はより友好的で、様々なものに興味を示し、生まれたばかりのチンパンジーを上回る学習と想起の能力を持つかもしれない。だが、これらの小さな差異が文化に満ちた人間環境に晒されることにより、非常に大きな効果をもたらす。特異的な人間の思考のあり方が社会的な世界から取り込まれるのである」。
ヘイズの「文化進化心理学」は、人間の精神がこれまで想定されていたよりも脆弱で機敏であることを意味する。災害に対してより脆弱であるし、新しいテクノロジーや生活様式によりよく適応することができるのである。 「飢え、トラウマを抱える集団では、子供たちが因果関係の理解、エピソード記憶、模倣、他者の心の理解などの特別な認知メカニズムを発達させる可能性は低い。文化的進化の能力、そして文化的進化の産物は失われるだろう。」しかし、「文化進化心理学…は独特の人間の認知メカニズムは幸運にも、新しい社会的および物理的環境における要求を満たすために絶えず変化していることを示唆している。…認知ガジェットの見方では、時代遅れの精神に負担をかけるのではなく、新しいテクノロジー——ソーシャルメディア、ロボット工学、バーチャルリアリティ——は人間の精神のさらなる文化的進化のための刺激を単に提供するのである。」
文化進化論的研究は急速に拡大している。他の文化進化論者とは異なり、ヘイズは、文化的進化によって形作られるのは、私たちが考えることだけではなく、私たちがどのように考えるかであると主張している。心の「穀物」も「挽き臼」も、どちらとも文化的な成果なのである。
二重相続理論の支持者と同じく、ヘイズはダーウィン的淘汰が文化の進化において重要な役割を果たすと想定している。文化的進化の産物は時々適応的である。そして、遺伝的・文化的進化はしばしば同時に進行する。ただし、ヘイズは、文化的選択が、人間の認知メカニズムを明確に形作る上で支配的な力であったと主張している。また、遺伝的同化の可能性は認めているが、認知ガジェットが遺伝的に同化されているという証拠はほとんど見つからないとする。

## 評価
ダニエル・デネットは、動物の行動を研究する人々は、「ロマンチック」と「興醒め」の2つの陣営に分類されると述べている。この分類で言うと、ヘイズはロマン派からは興醒めだと見なされている。 長年の批判者であるフランス・ドゥ・ヴァールは、ヘイズが動物の行動について簡単な説明を真剣に受け止めすぎており、「理論的なアクロバット」に取り組んでいるのだと考えている。
進化人類学者であるダン・スペルベルとオリヴィエ・モーリンは、ヘイズを「コスミデス、トゥービー、ピンカーなどによって擁護される進化心理学アプローチに対する強力な批判者」だとし 、「オッズの最低だった実証主義を擁護したことで、そのうまい賭けから利益を得た」とし、その予測力を称賛している。ただし、彼らは、ヘイズが人間の認知理論を形成する上で、遺伝より文化的進化の影響を過大評価していると主張している 。例えば読解能力と計算能力に関して、ヘイズの『認知ガジェット』は文化的選択の説得力のある証拠を提供していない。